# Crystal Planet
Crystal Planet – album studyjny amerykańskiego gitarzysty Joe Satrianiego. Wydawnictwo ukazało się 3 marca 1998 roku nakładem wytwórni muzycznej Epic Records. Płyta dotarła do 50. miejsca listy Billboard 200 w Stanach Zjednoczonych.
Pochodząca z płyty kompozycja "A Train of Angels" była nominowana do nagrody Grammy w kategorii Best Rock Instrumental Performance.

## Lista utworów
Opracowano na podstawie materiału źródłowego.
Muzyka: Joe Satriani (utwory 1-11, 14, 15), ZZ Satriani (utwory 11-13).
1. "Up in the Sky" – 4:10
2. "House Full of Bullets" – 5:33
3. "Crystal Planet" – 4:34
4. "Love Thing" – 3:50
5. "Trundrumbalind" – 5:13
6. "Lights of Heaven" – 4:23
7. "Raspberry Jam Delta-V" – 5:21
8. "Ceremony" – 4:53
9. "With Jupiter in Mind" – 5:47
10. "Secret Prayer" – 4:27
11. "A Train of Angels" – 3:42
12. "A Piece of Liquid" – 3:04
13. "Psycho Monkey" – 4:36
14. "Time" – 5:05
15. "Z.Z.'s Song" – 3:00

## Twórcy
Opracowano na podstawie materiału źródłowego.
- Joe Satriani - gitara rytmiczna, gitara prowadząca, gitara basowa (utwory 2, 13, 14), harmonijka ustna (utwór 2), miksowanie (utwory 13, 14), instrumenty klawiszowe (utwory 5, 7, 13, 14), syntezator gitarowy (utwór 3), produkcja muzyczna (utwory 13, 14, 15)
- Eric Valentine - gitara basowa (utwór 14), perkusja (utwory 13, 14), inżynieria dźwięku (utwór 14), miksowanie (utwór 14), instrumenty klawiszowe (utwór 14), instrumenty perkusyjne (utwory 13, 14), produkcja muzyczna (utwory 13, 14)
- Stu Hamm - gitara basowa (utwory 1, 3-12)
- Jeff Campitelli - perkusja (utwory 1-12), instrumenty perkusyjne (utwory 1, 4, 6, 8-12)
- Eric Caudieux - instrumenty klawiszowe (utwory 3, 7, 9, 12), edycja (utwory 1-14), orkiestracje (utwór 7), programowanie (utwory 1-12)
- Elk Thunder - instrumenty perkusyjne (utwór 8)
- John Cuniberti - inżynieria dźwięku (utwory 14, 15), miksowanie (utwór 15), produkcja muzyczna (utwory 14, 15)
- Mike Fraser - miksowanie (utwory 1-13), inżynieria dźwięku, produkcja muzyczna (utwory 1-12)
- George Marino - mastering
- Rex Ray - oprawa graficzna
- Neil Zlozower - zdjęcia
- Stephen Hart, Kent Matcke, Kevin Scott, Zac Allentuck, Judy Kirschner - asystenci
- Rhoades Howe - asystent, instrumenty perkusyjne (utwór 14)

## Listy sprzedaży
| Lista                   | Kraj              | Pozycja |
| ----------------------- | ----------------- | ------- |
| Billboard 200           | Stany Zjednoczone | 50      |
| MegaCharts              | Holandia          | 54      |
| SNEP                    | Francja           | 10      |
| Schweizer Hitparade     | Szwajcaria        | 40      |
| Suomen virallinen lista | Finlandia         | 35      |